# Barfoot Lookout Complex
Le Barfoot Lookout Complex était un ensemble de constructions comprenant une tour de guet dans le comté de Cochise, en Arizona, dans le sud-ouest des États-Unis. Protégé au sein de la forêt nationale de Coronado, il était inscrit au Registre national des lieux historiques depuis le 28 janvier 1988 lorsqu'il a été détruit par un feu de forêt en juin 2011.